# Ovulariopsis
Ovulariopsis är ett släkte av svampar. Ovulariopsis ingår i familjen Erysiphaceae, ordningen mjöldagg, klassen Leotiomycetes, divisionen sporsäcksvampar och riket svampar.
Arter enligt Catalogue of Life:
- Ovulariopsis erysiphoides
- Ovulariopsis papayae
- Ovulariopsis passiflorae